# Essey-lès-Nancy
Essey-lès-Nancy település Franciaországban, Meurthe-et-Moselle megyében. Lakosainak száma 8733 fő (2022. január 1.). Essey-lès-Nancy Agincourt, Dommartemont, Dommartin-sous-Amance, Pulnoy, Saint-Max, Saulxures-lès-Nancy, Seichamps és Tomblaine községekkel határos.

## Népesség
A település népességének változása:
| Lakosok száma | 4660 | 7447 | 7378 | 7329 | 8667 | 8709 | 8823 | 8833 | 8841 | 8733 |
|               | 1968 | 1982 | 1990 | 2006 | 2013 | 2015 | 2017 | 2019 | 2020 | 2022 |